# Wilhelm von Haw

Wilhelm Georg Nikolaus von Haw

Wilhelm Georg Nikolaus von Haw (* 7. Oktober 1783 in Daun; † 4. August 1862 in Trier) war von 1818 bis 1839 Oberbürgermeister von Trier.

## Leben
Haw war der Sohn des kurtrierischen Hofrates Christoph Haw (* 1749; † 13. August 1788 in Trier) und dessen Ehefrau Therese geborene Lipp. Er war katholisch und heiratete am 25. März 1819 in Trier Elisabeth Franziska (von) Nell (* 16. April 1785 in Trier; † 5. April 1849 ebenda). Er studierte Jura in Trier und Paris Rechtswissenschaften und schlug eine Karriere als Jurist ein. 1804 war er Advokat in Trier und von 1809 bis 1813 Conseiller-Auditeur am Appellationshof Trier. 1810 wurde er auch Auditeur 1. Klasse im französischen Staatsrat und nahm in dieser Funktion politische Missionen als Generalsekretär der Hohen Polizei in Holland, als Spezialkommissar in Bremen war. 1814 wurde er Präfekt im Départements de l’Aube in Troyes. Im gleichen Jahr wurde er Advokat  und Syndikus der königlich preußischen Regierung in Trier, ehe er 1818 Oberbürgermeister von Trier und Landrat des Stadtkreises Trier wurde.
Haw galt für die preußische Regierung als unbequemster Trierer Oberbürgermeister und wurde mehrfach mit Disziplinarmaßnahmen und Ordnungsstrafen belegt. 1834 wurde ihm die Leitung der städtischen Polizei entzogen; die Stadtverordnetenversammlungen unterlagen zeitweise einer Überwachung und auch Haws Rückzug in den Ruhestand im Jahr 1839 geschah nicht ganz freiwillig. Dennoch wurde er am 20. September 1842 vom preußischen König geadelt. 1825 war er einer der Gründer der Stadtsparkasse Trier.
Er war von 1826 bis 1837 Abgeordneter im Provinziallandtag der Rheinprovinz im Stand der Städte für die Stadt Trier. Von 1841 bis 1860 vertrat er den Stand der Ritterschaft in den Regierungsbezirken Koblenz/Trier/Köln im Provinziallandtag. 1847 gehörte er dem Vereinigten Landtag an und 1850 der Ersten Kammer des preußischen Landtags. Von 1852 bis 1853 war er für den Wahlkreis Daun-Prüm-Bitburg Mitglied des Preußischen Abgeordnetenhauses.

## Soziales
Von Haw war 1845 Präfekt der Marianischen Bürgersodalität und gehörte als Meister vom Stuhl der Freimaurerloge Zum Verein der Menschenfreunde an. Trotz seines Freimaurertums erhielt er eine kirchliche Beerdigung.

## Architektonische Spuren
1813 ließ Haw die drei Ländereien Weißhaus, Ottoscheuer und Mergener Grünhaus zusammen- und 1828/29 dort einen Rosengarten anlegen, der Trier bald den Namen einer wichtigen Rosenstadt einbrachte. Die Ländereien stellte Haw der Trierer Bevölkerung zur Erholung und Nutzung zur Verfügung.
Auf dem Gelände wurde der Weißhausbrunnen errichtet, der als Bauzeugnis des Klassizismus erhalten geblieben ist, aber schon lange nicht mehr funktionstüchtig ist. Sein Wasser erhielt er ursprünglich vom Kockelsberg.
Haw war auch Bauherr der klassizistischen Villa Weißhaus (um 1823), ferner wurde in seiner Amtszeit die Trierer Innenstadt gepflastert und der Weberbach überbaut.

## Ehrungen
Am 23. März 1814 wurde er mit dem Ritterkreuz des Ordre impérial de la Réunion ausgezeichnet. 
Er erhielt 1821 den preußischen Roten Adler-Orden 3. Klasse und 1833 den Roten Adler-Orden mit Schleife. Daneben erhielt er das Ritterkreuz des Ordens vom Zähringer Löwen. 1826 wurde ihm der Stadtplan von Trier gewidmet. Nach Wilhelm von Haw ist eine Straße in Trier benannt. Sein Ehrengrab befindet sich auf dem Trierer Hauptfriedhof.